# Luis González Vicén
Luis González Vicén (n. 1910) fue un político español de extrema derecha que tuvo papel relevante durante la Dictadura franquista. «Camisa vieja» y conocido por sus posturas radicales, durante el franquismo ocupó importantes puestos como delegado nacional de Información e Investigación o lugarteniente de la Guardia de Franco.

## Biografía
Médico de profesión, en su juventud había formado parte de las Juntas de Ofensiva Nacional Sindicalista junto a José Antonio Girón de Velasco. Posteriormente se integró en Falange Española de las JONS. Detenido por las autoridades republicanas y encarcelado en la prisión de Ávila, tras el estallido de la Guerra civil fue liberado. En las luchas intestinas que se desataron en el seno de Falange, González Vicén se posicionó a favor de Sancho Dávila.
Tras el final de la contienda llegó a ocupar los cargos de gobernador civil de Alicante (1941-1944), delegado nacional de Información e Investigación y lugarteniente de la Guardia de Franco. Como jefe del Servicio de Información e Investigación entabló conversaciones secretas con la dirección clandestina de la Confederación Nacional del Trabajo (CNT), las cuales no prosperaron. Conocido por su falangismo radical, se significó junto a otros «camisas viejas» como José Antonio Elola-Olaso o Carlos Ruiz García en sus revindicaciones contrarias a la línea de actuación del vicesecretario general Rodrigo Vivar Téllez. En 1956, en una carta dirigida a José Luis Arrese, criticó que a esas alturas el régimen no hubiera cerrado todavía la herida de la Guerra civil, y que por el contrario la mantuviera abierta. En esta época formó parte de la comisión que trabajó el anteproyecto de Ley de Principios del Movimiento Nacional que preparaba Arrese —el cual preveía convertir la dictadura franquista en un régimen plenamente totalitario—.
Durante el régimen ocupó otros cargos como miembro del Consejo Nacional del Movimiento, o procurador en las Cortes franquistas.
A comienzos de la década de 1960 asumió la presidencia de la Junta directiva de los Círculos Doctrinales «José Antonio», en sustitución del gravemente enfermo Julián Pemartín. Por divergencias con otros dirigentes dimitió de este puesto en junio de 1964. Sería sucedido por Diego Márquez Horrillo.

## Familia
Uno de sus hermanos, Felipe, fue simpatizante republicano, razón por la que llegó a ser represaliado.